# كارلوس روداس
كارلوس روداس (بالإسبانية: Carlos Rodas)‏ (4 فبراير 1975 في كولومبيا - ) هو لاعب كرة قدم كولومبي في مركز الهجوم. شارك مع منتخب كولومبيا لكرة القدم. أما مع النوادي، فقد لعب مع أتليتيكو هويلا وأونس كالداس وإنديبندينتي ميديلين وديبورتيس كوينديو وCortuluá ‏ وديبورتيس توليما وديبورتيفو بيريرا.

## وصلات خارجية
- كارلوس روداس على موقع قاعدة بيانات كرة القدم.إي يو (الإنجليزية)
- كارلوس روداس على موقع ناشيونال فوتبول تيمز (الإنجليزية)
- كارلوس روداس على موقع Soccerway.com (الإنجليزية)
- كارلوس روداس على موقع AS.com (الإسبانية)